# Rouffiac-d’Aude
Rouffiac-d’Aude település Franciaországban, Aude megyében. Lakosainak száma 493 fő (2022. január 1.). Rouffiac-d’Aude Couffoulens, Montclar, Pomas és Preixan községekkel határos.

## Népesség
A település népessége az elmúlt években az alábbi módon változott:
| Lakosok száma | 278  | 292  | 310  | 341  | 430  | 441  | 441  | 452  | 453  | 493  |
|               | 1968 | 1982 | 1990 | 2006 | 2013 | 2015 | 2017 | 2019 | 2020 | 2022 |